# Luís Fabiano
Luís Fabiano Clemente (Campinas, 8 de novembro de 1980) é um ex-futebolista brasileiro que atuava como centroavante. Atualmente é comentarista dos canais ESPN e Star+.
Atuou com destaque no São Paulo, onde ocupa a terceira colocação entre os maiores artilheiros da história do clube, com 233 gols marcados em suas duas passagens. É também o maior artilheiro do clube em edições do Campeonato Brasileiro com a marca de 126 gols, e da Copa do Brasil, com 27 gols em 24 jogos, até o presente. Luís Fabiano ainda é o quinto maior artilheiro da história do Sevilla, da Espanha, com 127 gols.
Antes de se profissionalizar, Luís demostrava um grande talento em futebol de várzea aos domingos, ficando conhecido como "matador de urubu", já que sempre marcava gols em times rivais de sua cidade. Seu nome composto só passou a ser utilizado quando chegou ao São Paulo, onde já jogava outro Fabiano.

## Carreira

### Ponte Preta
Natural de Jardim Proença, em Campinas, o jogador começou atuando na várzea, no clube Alvorecer.
Foi para as categorias de base do Guarani e passou pelo Ituano antes de ir para a equipe da Ponte Preta.
Estreou profissionalmente pela Ponte aos 18 anos, em 30 de novembro de 1998, contra o Santos. No Campeonato Brasileiro, do mesmo ano, disputou sete jogos e marcou dois gols. Já na temporada seguinte, com 19 anos, disputou apenas cinco jogos e marcou um gol.
Se destacou na Copa São Paulo de Juniores de 2000, onde marcou seis gols. Foi o artilheiro da Ponte Preta no Campeonato Paulista daquele ano, com 16 gols. No total pela Macaca, o atacante atuou em 12 jogos e marcou três gols.

### Rennes
Durante o Campeonato Brasileiro de 2000, se transferiu para o Rennes, da França, e começou a sua carreira na Europa. Sem se adaptar, disputou apenas seis jogos na Ligue 1 de 1999–00 e 2000–01, e não marcou nenhum gol.
Por nunca ter se firmado, deixou o time francês com apenas doze partidas.

### Empréstimo ao São Paulo
No começo de 2001 voltou para o Brasil e passou a atuar pelo São Paulo por empréstimo, onde foi um dos destaques do time marcando 30 gols em 50 jogos, com média de 0,60 gol por jogo.

### Retorno ao Rennes
Após ser emprestado para o São Paulo, Luís Fabiano se destacou no ano de 2001 e retornou ao Rennes que ainda detinha dos seus direitos federativos. Ficou somente por seis meses, sem atuar, retornando ao São Paulo, dessa vez em definitivo.

### Ida em definitivo ao São Paulo
Na segunda metade do ano foi contratado em definitivo pelo São Paulo. Satisfeito pelo fato da diretoria do São Paulo apostar em seu futebol e contratá-lo por um valor alto para os padrões nacionais na época, sendo US$ 2,1 milhões (cerca de R$ 4 milhões), o jogador foi artilheiro do Campeonato Brasileiro, com 19 gols, e passou a ter uma grande identificação com a torcida são-paulina. A média de gols do jogador também aumentou significativamente: em apenas um semestre, Luís Fabiano marcou 21 gols em 25 jogos — média de 0,84 gol por jogo.
Em 2003, o atacante foi artilheiro do Campeonato Paulista e vice-artilheiro do Campeonato Brasileiro e da Copa do Brasil. No entanto, o maior feito do jogador foi a sua contribuição para que o São Paulo atingisse um objetivo que o clube já perseguia há quase dez anos: voltar disputar a Copa Libertadores da América.
Em 2004, Luís Fabiano ajudou o São Paulo a chegar à semifinal da Libertadores, mas não conseguiu impedir a eliminação para o Once Caldas. Apesar de não ter conquistado o título, o atacante ainda sagrou-se artilheiro da competição com oito gols.

### Porto
Logo após ser artilheiro da Liberta, foi vendido para o Porto no dia 31 de agosto de 2004. A negociação foi concretizada em um valor abaixo do que o clube do Morumbi desejava lucrar com o seu então maior artilheiro em média de gols na história. Seduzido pelo, na época, campeão europeu, Luís Fabiano, segundo o presidente são-paulino, no período, Marcelo Portugal Gouvêa, queria deixar o futebol brasileiro. Gouvêa chegou a dar a seguinte declaração: "Ele mudou a postura dele e disse que queria ir embora. Não dá para pagar um jogador caro e insatisfeito". Nem o contrato renovado, havia pouco, até 2008 conseguiu prender o atleta no Tricolor.
No clube português, não conseguiu repetir as boas atuações que teve pelo São Paulo, marcando apenas três gols em 27 jogos. Pelo Porto, foi campeão da Copa Intercontinental de 2004, derrotando o Once Caldas, da Colômbia, na final.

### Sevilla
Se transferiu ao Sevilla em 2005 por 20 milhões de euros (cerca de 55 milhões de reais). Após uma primeira temporada de adaptação, foi campeão da Copa da UEFA em 2006, quando marcou um dos gols na final contra o Middlesbrough, da Inglaterra, e campeão da Supercopa da UEFA, ao derrotar o Barcelona.
Em 2007, permaneceu no clube espanhol, e foi mais uma vez campeão da Copa da UEFA, ao vencer o Espanyol na final e também da Supercopa da Espanha.
Luís Fabiano entrou para a história do Sevilla em 2007, ao marcar o gol de número dois mil da história do clube. Na temporada 2007–08 já era o principal jogador do time. Pela Champions League foi muito bem, marcando sete gols e dando duas assistências em 10 jogos. Sua equipe foi eliminada após uma disputa de pênaltis contra o Fenerbahçe.
Em 2009 ganhou diversos prêmios individuais, sendo indicado ao Ballon d'Or da France Football, e ao Melhor jogador do mundo pela FIFA. Além disso foi indicado na lista dos melhores jogadores do mundo da FourFourTwo pela segunda vez, o que viria a acontecer pela terceira vez em 2010. Entre outros prêmios, o atacante faturou o Samba de Ouro.
Após seis temporadas na cidade de Sevilha, Luís Fabiano encerou sua passagem pelo clube com 230 jogos e 107 gols. Em sua despedida, o jogador chorou e declarou que o clube permaneceria para sempre em seu coração.

### Retorno ao São Paulo

#### 2011
Na tarde de 11 de março, Juvenal Juvêncio, então presidente do São Paulo, anunciou o retorno de Luís Fabiano ao clube, após a contratação junto ao Sevilla por 7,6 milhões de euros (19,9 milhões de reais), firmando um contrato com duração de quatro anos. No dia de sua apresentação havia aproximadamente 45 mil pessoas no Estádio do Morumbi, uma das maiores do futebol brasileiro e a sexta do futebol mundial.
Após o retorno, Luís Fabiano teve problemas para reestrear devido a lesões no joelho. Após um longo período fora dos gramados, o jogador reestreou pelo São Paulo no dia 2 de outubro, contra o Flamengo, no dia do aniversário de 51 anos do Morumbi. A partida terminou em 2–1 para os cariocas. No dia 19 de outubro, na sua quinta partida, em jogo válido pela Copa Sul-Americana, marcou seu primeiro gol no retorno ao São Paulo contra o Libertad, balançando as redes aos 31 minutos do segundo tempo.
No dia 12 de novembro, o Fabuloso fez dois gols em cima do Avaí, e em uma de suas comemorações o jogador fez fortes "xingamentos" a alguns críticos. Já na 36ª rodada do Campeonato Brasileiro, Luís Fabiano marcou mais dois gols e deu uma assistência na vitória de 3–1 sobre o América Mineiro, e renovou a esperança do torcedor tricolor em conseguir a vaga para a Copa Libertadores de 2012. Após uma derrota, voltou a marcar dois gols numa goleada por 4–1 sobre o Santos, mas o triunfo foi insuficiente para classificar o time para a competição continental.

#### 2012
Em 14 de março, Luís Fabiano marcou quatro gols contra o Independente-PA, em partida valida pela Copa do Brasil.
Nas oitavas-de-final da Copa do Brasil, quis a história que o gol de número 300 de sua carreira tenha sido marcado logo contra o time que o revelou. O gol foi o terceiro na partida em que o São Paulo venceu a Ponte Preta no Morumbi, sendo o gol da classificação para a próxima etapa da competição.
Em junho, Luís Fabiano foi duramente criticado pela imprensa, torcida, pelo técnico Emerson Leão e até mesmo pelos companheiros de time, por tomar muitos cartões por reclamação e desfalcar a equipe em jogos decisivos.
Em julho, depois de ser chamado de pipoqueiro por parte da torcida após maus resultados no Brasileirão, Luís Fabiano deu indícios de que poderia sair do clube. No entanto, reconciliou-se logo com o torcedor são-paulino, marcando dois gols na goleada contra o Flamengo pela 13ª rodada do Brasileirão. Na ocasião, ultrapassou a marca de Leônidas da Silva (144 gols), tornando-se o sétimo maior artilheiro da história do clube.
Em 26 de agosto, Luís Fabiano foi fundamental na vitória são-paulina por 2–1 sobre o rival Corinthians, ao marcar ambos os gols tricolores sobre o alvinegro. O São Paulo não batia o clube do Parque São Jorge no Pacaembu havia sete anos. Foi vice-artilheiro do Brasileirão 2012 com 17 gols, três a menos que Fred, do Fluminense. Mesmo assim, o Fabuloso teve a melhor média de gols do campeonato, foi artilheiro da Copa do Brasil e ajudou o clube a voltar a disputar a Libertadores após dois anos de ausência, apesar de uma tola expulsão no jogo de ida da final da Copa Sul-americana, contra o Tigre, reacender as críticas contra ele.

#### 2013
Marcou um gol contra o Mirassol em 18 de janeiro, e sua equipe venceu o jogo por 2–0 no Morumbi. Já no dia 23 de janeiro, fez dois gols na goleada por 5–0 sobre o Bolívar na pré-Libertadores. No jogo de volta, em 30 de janeiro, Luís Fabiano abriu o placar e viu o time sofrer a virada por 4–3, mas a equipe conseguiu a classificação por ter vencido o primeiro jogo. O atacante voltou a balançar as redes no dia 20 de fevereiro, marcando dois gols contra o São Caetano, em uma vitória por 4–2 fora de casa. Marcou também no dia 28 de fevereiro, na vitória de virada por 2–1 sobre o The Strongest. Já no dia 7 de março, o atacante foi expulso no empate por 1–1 contra o Arsenal de Sarandí, em jogo realizado no Pacaembu. Em 17 de março, marcou mais um gol na vitória por 3–2 sobre o Oeste. Três dias depois, marcou o gol que deu a apertada vitória por 2–1 contra o São Bernardo. Em 23 de março, o centroavante fez um gol no triunfo por 2–0 sobre o Bragantino. Já no dia 27 de março, foi o autor dos dois gols que deram a vitória por 2–0 contra o Paulista.
Em 6 de abril, o jogador foi novamente alvo de uma das torcidas uniformizadas do clube, que, no CT da Barra Funda, bradaram "Luís Fabiano, amarelão, sai do Tricolor e vai jogar no Itaquerão". O centroavante fez o gol de honra na derrota para o Atlético Mineiro por 4–1 na partida de volta da Copa Libertadores em 8 de maio, perdendo as duas partidas das oitavas de final. Já no dia 29 de maio, marcou dois gols na segunda rodada do Campeonato Brasileiro contra o Vasco, ajudando sua equipe a golear por 5–1 no Morumbi.
Em junho, segundo o portal ge, Luís Fabiano havia recebido propostas do Olympiacos e do Galatasaray. Os turcos queriam o atacante por 4,5 milhões de euros (R$ 12,7 milhões). Já os gregos optariam por uma oferta de cinco milhões de euros (R$ 14 milhões). A diretoria do São Paulo não admitiu publicamente, mas de acordo com a matéria, aceitaria negociar o atleta por seis milhões de euros (R$ 17 milhões), quase o mesmo valor que o São Paulo desembolsou em março de 2011 quando contratou o atacante. A parada do Brasileirão para a Copa das Confederações deveria decidir o futuro do jogador. Luís Fabiano tinha contrato com o time com o São Paulo até 2015, mas poderia rescindir devido às criticas por expulsões e lesões. Entretanto, o presidente Juvenal Juvêncio ainda analisaria se venderia ou não o atleta.
No jogo que poderia ser a despedida de Luís Fabiano, o atacante marcou o primeiro gol do São Paulo no empate por 1–1 com o Grêmio em 12 de junho. Contudo, após diversas contusões e maus desempenhos, o atacante foi, ao final da temporada, cobrado pelo treinador Muricy Ramalho. Para o técnico, usando o meia Ganso como exemplo, Luís Fabiano precisava "querer mais".

#### 2014
O Fabuloso iniciou 2014 sob muitas críticas da torcida. Em 22 de janeiro, na segunda partida oficial do clube na temporada, a goleada por 4–0 sobre o Mogi Mirim, nem mesmo o gol marcado pelo centroavante evitou as vaias da torcida tricolor. Porém o jogador não ficou calado e respondeu as vaias via imprensa: "Eles estão satisfeitos? Não? Então, paciência. Tenho o meu contrato e farei o meu melhor. Sei que muitas coisas podem acontecer no futebol, mas, a princípio, vou ficar aqui. Se depender de mim, cumpro esses dois anos mesmo com xingamento, desconfiança e tristeza."
Em 29 de janeiro, no entanto, o jogador foi o grande nome da equipe na goleada por 6–3 diante do Rio Claro, em pleno Morumbi, tendo sido autor de três tentos, todos eles anotados no primeiro tempo. Além de ter deixado o campo, dessa vez, sob aplausos da torcida, substituído pelo jovem Ewandro, o atacante ainda deixou seu nome na história são-paulina, se tornando o quarto maior goleador do clube.
No dia 9 de março, em partida válida pelo Campeonato Paulista daquele ano, o Fabuloso marcou o segundo gol do São Paulo na vitória por 3–2 sobre o Corinthians, no Pacaembu. Já no dia 9 de abril, em uma partida contra o CSA, no Morumbi, pelo segundo jogo da primeira fase da Copa do Brasil, Luís Fabiano marcou dois gols e igualou a marca de Teixeirinha, tornando-se também o terceiro maior artilheiro da historia do São Paulo, com 190 gols.

#### 2015
Em 22 de abril, marcou o gol que abriu o placar contra o rival Corinthians, pelo segundo jogo entre os clubes na fase de grupos da Libertadores, continuando sua sina de marcar em jogos contra o alvinegro. Nesse mesmo jogo, foi expulso aos 10 minutos do segundo tempo após uma confusão com o atacante Stiven Mendoza, também expulso.
No dia 9 de agosto, mais uma vez marcou contra o Corinthians, desta vez em partida válida pela 17ª rodada do Brasileirão, dando números finais à partida terminada em 1–1.
Sua última partida pelo São Paulo foi marcada por emoção. Isso porque o camisa 9 abriu o placar para a equipe contra o Figueirense, este que foi o seu último e histórico gol nº 212 com a camisa tricolor, em partida válida pela 37ª rodada do Campeonato Brasileiro. O time tricolor até sofreu a virada, mas nos minutos finais conseguiu a improvável remontada e venceu por 3–2.
Em dezembro, foi anunciado que o Fabuloso não renovaria seu contrato, encerrando sua passagem sendo o 3° maior artilheiro da historia do São Paulo.

### Tianjin Quanjian
Em 23 de dezembro de 2015, assinou com o Tianjin Quanjian para a temporada de 2016.
Jogando a Segunda Divisão do futebol chinês, Luis Fabiano foi peça importante no projeto do Tianjin Quanjian para conseguir uma vaga na elite chinesa. Ele foi contratado juntamente com Geuvânio e Jadson. Além deles, o trabalho técnico foi iniciado por Vanderlei Luxemburgo, que ao longo da temporada foi substituído por Fabio Cannavaro.
Em 27 de outubro de 2016, o atacante anunciou que não permaneceria na equipe na próxima temporada. Aos 35 anos, ele foi artilheiro da equipe na temporada chinesa com 23 gols em 29 partidas, e um dos destaques na conquista do título da Segunda Divisão e do acesso à elite no país.

### Vasco da Gama
Em 17 de fevereiro de 2017, Luís Fabiano foi anunciado como novo reforço do Vasco da Gama. O jogador realizou sua estreia pela equipe carioca no dia 12 de março, contra o Macaé no Estádio Nilton Santos, em partida válida pela primeira rodada da Taça Rio. O jogo terminou empatado com dois gols pra cada lado. No dia 26 de março, o atacante foi expulso no clássico diante do maior rival Flamengo no Mané Garrincha, após não concordar com um cartão amarelo que recebeu e dar uma peitada no árbitro Luís Antônio Silva dos Santos. Marcou seu primeiro gol com a camisa cruzmaltina no dia 16 de abril de 2017, na decisão da Taça Rio contra o rival Botafogo, onde o Gigante da Colina sagrou-se campeão com uma vitória por 2–0, sendo o gol de Fabuloso o segundo da partida.
No dia 21 de maio, Luís Fabiano marcou o seu gol de número 400 na carreira, no jogo contra o Bahia em São Januário, válido pela 2ª rodada do Brasileirão. Na rodada seguinte, marcou seu segundo gol em clássicos cariocas, em um jogo emocionante contra a equipe do Fluminense, que terminou com a virada cruzmaltina no final do jogo por 3–2. Após ficar uma rodada de fora, Luís Fabiano marcou dois gols contra seu antigo rival dos tempos de São Paulo: o Corinthians. Em mais um jogo eletrizante em São Januário, o Vasco perdia por 2–0 no intervalo da partida, quando no início da etapa final, o atacante marcou os dois gols em três minutos, porém o time cruzmaltino se abriu em busca da virada e não conseguiu conter o eficiente ataque do então líder da competição, que em três oportunidades foi letal, e saiu de São Januário com a vitória por 5–2. Na rodada seguinte, em boa fase, o Fabuloso marcou novamente, dessa vez contra o Sport, mais uma vez em São Januário. O gol abriu o placar para o time cruzmaltino que saiu de campo com a vitória por 2–1, e o atacante saiu de campo tendo marcado gols em quatro jogos seguidos, sendo cinco gols em quatro partidas.
Em outubro, após não conseguir uma sequência no time devido a seguidas lesões, tendo atuado em apenas um terço dos jogos da equipe no Campeonato Brasileiro, Luís Fabiano pediu a diretoria vascaína para não receber mais salários do clube até estar apto a jogar novamente.
Em 8 de fevereiro de 2018, rescindiu seu contrato com o Vasco.

### Aposentadoria
Enfrentando uma série de lesões, anunciou sua aposentadoria no fim de 2021, quatro anos após seu último jogo oficial.

## Seleção Brasileira
Pela Seleção Brasileira, estreou num amistoso contra a Nigéria em 2003, quando estava em grande fase pelo São Paulo. Neste jogo, Luis Fabiano marcou dois gols. Depois disso, passou a receber convocações para as Eliminatórias da Copa do Mundo e outros amistosos, como no jogo contra a Hungria, onde o atacante marcou cinco gols.

### Copa das Confederações 2003 e Copa América 2004
Disputou a Copa das Confederações FIFA de 2003 e posteriormente foi convocado para a disputa da Copa América de 2004, na qual foi um dos grande nome do Brasil no decorrer do torneio. Em seis jogos, marcou dois gols e deu três assistências, mas quem acabou brilhando na grande final contra a Argentina foi o atacante Adriano, herói do título.

### Era Dunga
Em novembro de 2007, o atacante Afonso Alves, convocado para a disputa das Eliminatórias da Copa do Mundo FIFA de 2010, sofreu uma contusão, e o técnico Dunga, chamou Luís Fabiano para substituí-lo. O atacante enfim voltou a jogar pela Seleção após entrar no segundo tempo do jogo diante do Peru, que terminou empatado em 1–1. Mas o melhor ainda estava reservado para ele: No jogo contra o Uruguai, em pleno Morumbi, Luís Fabiano foi escalado como titular e marcou os dois gols da vitória de 2–1.
O ano de 2008 foi mágico para Luís Fabiano na Seleção. Além de ótimos desempenhos e gols com a camisa canarinho, o atacante fechou o calendário brasileiro em grande estilo: fez três dos seis gols da seleção contra Portugal em um amistoso realizado no Brasil, e foi o artilheiro da Seleção no ano.

### Copa das Confederações 2009
Em 2009, na disputa da Copa das Confederações, Luís Fabiano terminou como artilheiro, com cinco gols em cinco jogos, além de ter sido eleito o  segundo melhor jogador da competição, na época em que foi indicado a Bola de Ouro da France Football e a Jogador Mundial da Fifa, fora as indicações aos 100 melhores jogadores do mundo pela terceira vez, por revistas inglesas. Por muitos era considerado o melhor centroavante do mundo.

### Copa do Mundo de 2010

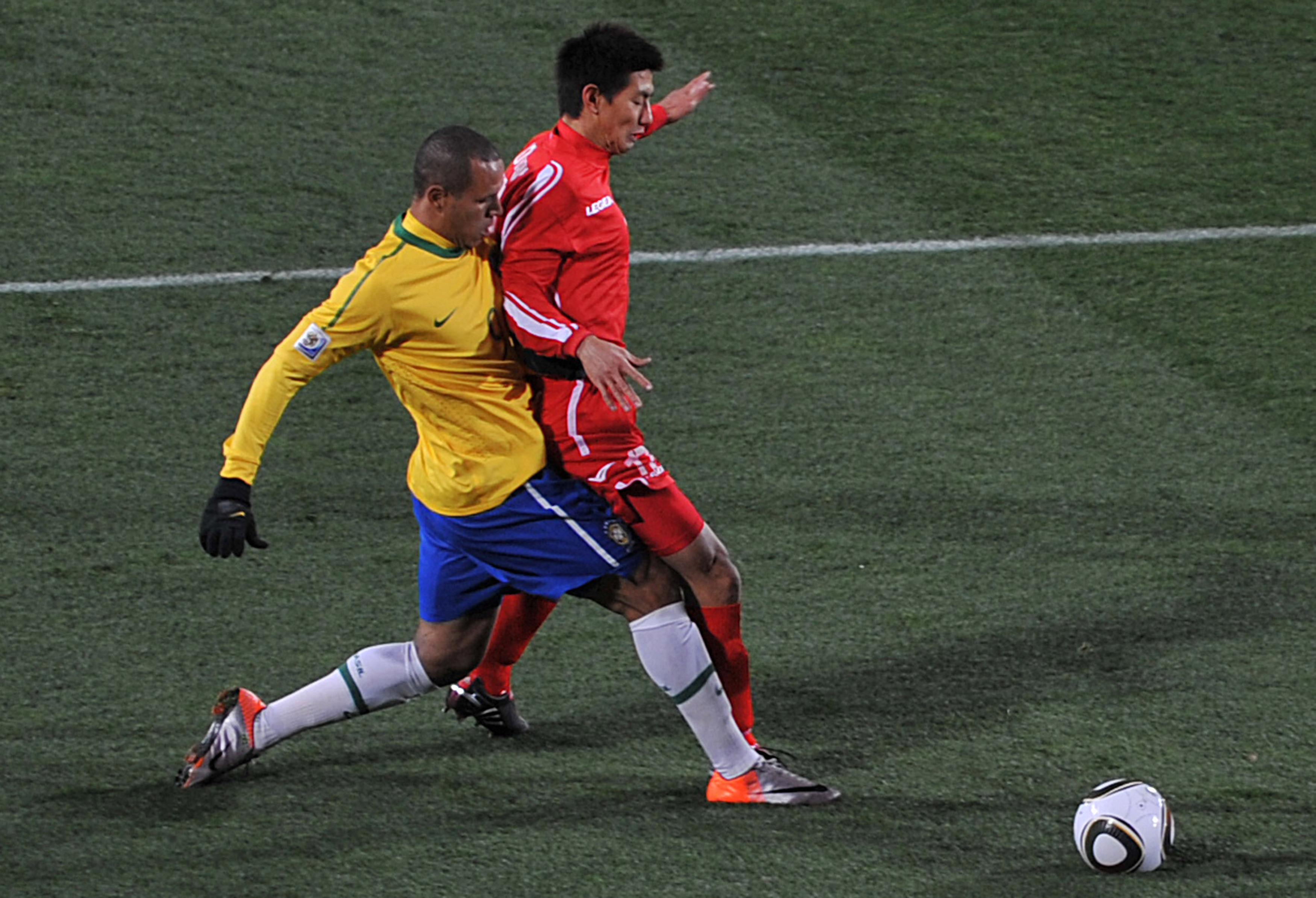
Luís Fabiano em uma disputa de bola contra um jogador da Coreia do Norte

Luís Fabiano foi titular na disputa da Copa do Mundo FIFA de 2010. Após duas partidas sem marcar, o atacante marcou dois gols contra a Costa do Marfim, sendo o segundo gol muito polêmico. Após dominar a bola com o braço, dentro da área adversária, Fabuloso aplicou dois "chapéus" seguidos nos zagueiros que tentavam impedi-lo e bateu firme de esquerda para as redes. Contra o Chile, nas oitavas-de-final, voltou a marcar um gol, após jogada com Robinho e Kaká. Entretanto, não pode evitar a derrota brasileira contra a Holanda, e terminou seu desempenho na Copa com três gols e uma assistência em cinco partidas.

### Superclássico das Américas
Em convocação para o Superclássico das Américas de 2012, Luís Fabiano retornou à Seleção dois anos após sua última partida com a amarelinha.

### Aposentadoria da Seleção
Foi convocado novamente no dia 22 de janeiro de 2013, para um amistoso contra a Inglaterra realizado no dia 6 de fevereiro, que marcou a sua despedida da Seleção.

### Gols pela Seleção
Expanda a caixa de informações para conferir todos os jogos onde Luís Fabiano marcou gols pela Seleção Brasileira.
|     | Data                   | Local                       | Adversário      | Placar | Resultado | Competição                     |
| --- | ---------------------- | --------------------------- | --------------- | ------ | --------- | ------------------------------ |
| 1.  | 11 de junho de 2003    | Abuja, Nigéria              | Nigéria         | 0–3    | Vitória   | Amistoso                       |
| 2.  | 28 de abril de 2004    | Budapeste, Hungria          | Hungria         | 1–4    | Vitória   | Amistoso                       |
| 3.  | 28 de abril de 2004    | Budapeste, Hungria          | Hungria         | 1–4    | Vitória   | Amistoso                       |
| 4.  | 6 de junho de 2004     | Santiago, Chile             | Chile           | 1–1    | Empate    | Elim. Copa do Mundo de 2006    |
| 5.  | 8 de julho de 2004     | Arequipa, Peru              | Chile           | 1–0    | Vitória   | Copa América de 2004           |
| 6.  | 14 de julho de 2004    | Arequipa, Peru              | Paraguai        | 1–2    | Derrota   | Copa América de 2004           |
| 7.  | 21 de novembro de 2007 | São Paulo, Brasil           | Uruguai         | 2–1    | Vitória   | Elim. Copa do Mundo de 2010    |
| 8.  | 21 de novembro de 2007 | São Paulo, Brasil           | Uruguai         | 2–1    | Vitória   | Elim. Copa do Mundo de 2010    |
| 9.  | 31 de maio de 2008     | Seattle, Estados Unidos     | Canadá          | 3–2    | Vitória   | Amistoso                       |
| 10. | 7 de setembro de 2008  | Santiago, Chile             | Chile           | 0–3    | Vitória   | Elim. Copa do Mundo de 2010    |
| 11. | 7 de setembro de 2008  | Santiago, Chile             | Chile           | 0–3    | Vitória   | Elim. Copa do Mundo de 2010    |
| 12. | 19 de novembro de 2008 | Brasília, Brasil            |                 | 6–2    | Vitória   | Amistoso                       |
| 13. | 19 de novembro de 2008 | Brasília, Brasil            |                 | 6–2    | Vitória   | Amistoso                       |
| 14. | 19 de novembro de 2008 | Brasília, Brasil            |                 | 6–2    | Vitória   | Amistoso                       |
| 15. | 1 de abril de 2009     | Porto Alegre, Brasil        | Peru            | 3–0    | Vitória   | Elim. Copa do Mundo de 2010    |
| 16. | 1 de abril de 2009     | Porto Alegre, Brasil        | Peru            | 3–0    | Vitória   | Elim. Copa do Mundo de 2010    |
| 17. | 6 de junho de 2009     | Montevidéu, Uruguai         | Uruguai         | 0–4    | Vitória   | Elim. Copa do Mundo de 2010    |
| 18. | 15 de junho de 2009    | Bloemfontein, África do Sul | Egito           | 4–3    | Vitória   | Copa das Confederações de 2009 |
| 19. | 21 de junho de 2009    | Pretória, África do Sul     | Itália          | 3–0    | Vitória   | Copa das Confederações de 2009 |
| 20. | 21 de junho de 2009    | Pretória, África do Sul     | Itália          | 3–0    | Vitória   | Copa das Confederações de 2009 |
| 21. | 28 de junho de 2009    | Joanesburgo, África do Sul  | Estados Unidos  | 3–2    | Vitória   | Copa das Confederações de 2009 |
| 22. | 28 de junho de 2009    | Joanesburgo, África do Sul  | Estados Unidos  | 3–2    | Vitória   | Copa das Confederações de 2009 |
| 23. | 12 de agosto de 2009   | Tallinn, Estônia            | Estónia         | 0–1    | Vitória   | Amistoso                       |
| 24. | 5 de setembro de 2009  | Rosário, Argentina          | Argentina       | 1–3    | Vitória   | Elim. Copa do Mundo de 2010    |
| 25. | 5 de setembro de 2009  | Rosário, Argentina          | Argentina       | 1–3    | Vitória   | Elim. Copa do Mundo de 2010    |
| 26. | 20 de junho de 2010    | Joanesburgo, África do Sul  | Costa do Marfim | 3–1    | Vitória   | Copa do Mundo de 2010          |
| 27. | 20 de junho de 2010    | Joanesburgo, África do Sul  | Costa do Marfim | 3–1    | Vitória   | Copa do Mundo de 2010          |
| 28. | 28 de junho de 2010    | Joanesburgo, África do Sul  | Chile           | 3–0    | Vitória   | Copa do Mundo de 2010          |

## Estatísticas
Atualizadas até 5 de novembro de 2017

### Clubes
| Clube             | Temporada         | Campeonato nacional | Campeonato nacional | Campeonato nacional | Copa nacional[a] | Copa nacional[a] | Copa nacional[a] | Competições continentais[b] | Competições continentais[b] | Competições continentais[b] | Outros torneios[c] | Outros torneios[c] | Outros torneios[c] | Total | Total | Total   |
| Clube             | Temporada         | Jogos               | Gols                | Assist.             | Jogos            | Gols             | Assist.          | Jogos                       | Gols                        | Assist.                     | Jogos              | Gols               | Assist.            | Jogos | Gols  | Assist. |
| ----------------- | ----------------- | ------------------- | ------------------- | ------------------- | ---------------- | ---------------- | ---------------- | --------------------------- | --------------------------- | --------------------------- | ------------------ | ------------------ | ------------------ | ----- | ----- | ------- |
| Ponte Preta       | 1998              | 7                   | 2                   | 0                   | —                | —                | —                | —                           | —                           | —                           | —                  | —                  | —                  | 7     | 2     | 0       |
| Ponte Preta       | 1999              | 5                   | 1                   | 0                   | —                | —                | —                | —                           | —                           | —                           | —                  | —                  | —                  | 5     | 1     | 0       |
| Ponte Preta       | 2000              | 0                   | 0                   | 0                   | —                | —                | —                | —                           | —                           | —                           | —                  | —                  | —                  | 0     | 0     | 0       |
| Ponte Preta       | Total             | 12                  | 3                   | 0                   | —                | —                | —                | —                           | —                           | —                           | —                  | —                  | —                  | 12    | 3     | 0       |
| Stade Rennais     | 2000–01           | 7                   | 0                   | 0                   | —                | —                | —                | —                           | —                           | —                           | —                  | —                  | —                  | 7     | 0     | 0       |
| Stade Rennais     | Total             | 7                   | 0                   | 0                   | —                | —                | —                | —                           | —                           | —                           | —                  | —                  | —                  | 7     | 0     | 0       |
| São Paulo         | 2001              | 22                  | 9                   | 0                   | 4                | 5                | 0                | 7                           | 2                           | 0                           | 17                 | 14                 | 0                  | 50    | 30    | 0       |
| São Paulo         | Total             | 22                  | 9                   | 0                   | 4                | 5                | 0                | 7                           | 2                           | 0                           | 17                 | 14                 | 0                  | 50    | 30    | 0       |
| Stade Rennais     | 2001–02           | 4                   | 0                   | 0                   | 1                | 0                | 0                | —                           | —                           | —                           | —                  | —                  | —                  | 5     | 0     | 0       |
| Stade Rennais     | Total             | 4                   | 0                   | 0                   | 1                | 0                | 0                | —                           | —                           | —                           | —                  | —                  | —                  | 5     | 0     | 0       |
| São Paulo         | 2002              | 23                  | 19                  | 0                   | —                | —                | —                | —                           | —                           | —                           | 2                  | 2                  | 0                  | 25    | 21    | 0       |
| São Paulo         | 2003              | 34                  | 29                  | 0                   | 8                | 8                | 0                | 4                           | 1                           | 0                           | 10                 | 8                  | 0                  | 56    | 46    | 0       |
| São Paulo         | 2004              | 8                   | 5                   | 0                   | —                | —                | —                | 12                          | 8                           | 0                           | 9                  | 8                  | 0                  | 29    | 21    | 0       |
| São Paulo         | Total             | 65                  | 53                  | 0                   | 8                | 8                | 0                | 16                          | 9                           | 0                           | 21                 | 18                 | 0                  | 110   | 88    | 0       |
| Porto             | 2004–05           | 22                  | 3                   | 0                   | —                | —                | —                | 4                           | 0                           | 0                           | 1                  | 0                  | 0                  | 27    | 3     | 0       |
| Porto             | Total             | 22                  | 3                   | 0                   | —                | —                | —                | 4                           | 0                           | 0                           | 1                  | 0                  | 0                  | 27    | 3     | 0       |
| Sevilla           | 2005–06           | 23                  | 5                   | 1                   | 2                | 0                | 0                | 12                          | 2                           | 0                           | —                  | —                  | —                  | 37    | 7     | 1       |
| Sevilla           | 2006–07           | 26                  | 10                  | 0                   | 3                | 1                | 0                | 10                          | 4                           | 1                           | —                  | —                  | —                  | 39    | 15    | 1       |
| Sevilla           | 2007–08           | 30                  | 24                  | 2                   | 4                | 1                | 0                | 20                          | 13                          | 4                           | 1                  | 1                  | 0                  | 55    | 39    | 6       |
| Sevilla           | 2008–09           | 26                  | 8                   | 1                   | 7                | 6                | 0                | 4                           | 2                           | 0                           | —                  | —                  | —                  | 37    | 16    | 1       |
| Sevilla           | 2009–10           | 23                  | 15                  | 3                   | 6                | 4                | 1                | 6                           | 2                           | 4                           | —                  | —                  | —                  | 35    | 21    | 8       |
| Sevilla           | 2010–11           | 21                  | 10                  | 2                   | 4                | 1                | 0                | 8                           | 2                           | 0                           | 2                  | 1                  | 0                  | 35    | 14    | 2       |
| Sevilla           | Total             | 149                 | 72                  | 9                   | 26               | 13               | 1                | 60                          | 25                          | 9                           | 3                  | 2                  | 0                  | 238   | 112   | 19      |
| São Paulo         | 2011              | 10                  | 6                   | 2                   | —                | —                | —                | 2                           | 1                           | 0                           | —                  | —                  | —                  | 12    | 7     | 2       |
| São Paulo         | 2012              | 22                  | 17                  | 3                   | 9                | 8                | 2                | 5                           | 1                           | 0                           | 8                  | 5                  | 0                  | 44    | 31    | 5       |
| São Paulo         | 2013              | 22                  | 6                   | 1                   | —                | —                | —                | 11                          | 7                           | 2                           | 14                 | 9                  | 1                  | 47    | 22    | 4       |
| São Paulo         | 2014              | 23                  | 9                   | 2                   | 3                | 2                | 0                | 3                           | 0                           | 0                           | 14                 | 9                  | 0                  | 43    | 20    | 2       |
| São Paulo         | 2015              | 22                  | 8                   | 2                   | 6                | 2                | 0                | 6                           | 1                           | 0                           | 8                  | 4                  | 1                  | 41    | 15    | 3       |
| São Paulo         | Total             | 99                  | 46                  | 10                  | 17               | 12               | 2                | 27                          | 10                          | 2                           | 44                 | 27                 | 2                  | 187   | 95    | 16      |
| Tianjin Quanjian  | 2016              | 28                  | 22                  | 4                   | 1                | 1                | 1                | —                           | —                           | —                           | —                  | —                  | —                  | 29    | 23    | 5       |
| Tianjin Quanjian  | Total             | 28                  | 22                  | 4                   | 1                | 1                | 1                | —                           | —                           | —                           | —                  | —                  | —                  | 29    | 23    | 5       |
| Vasco da Gama     | 2017              | 12                  | 5                   | 2                   | 1                | 0                | 0                | —                           | —                           | —                           | 7                  | 1                  | 0                  | 20    | 6     | 2       |
| Vasco da Gama     | Total             | 12                  | 5                   | 2                   | 1                | 0                | 0                | —                           | —                           | —                           | 7                  | 1                  | 0                  | 20    | 6     | 2       |
| Total na carreira | Total na carreira | 420                 | 213                 | 25                  | 58               | 39               | 4                | 114                         | 46                          | 11                          | 93                 | 62                 | 2                  | 685   | 360   | 42      |

- a. ^ Jogos da Copa do Brasil, Copa da Liga Francesa, Copa del Rey e Copa da China
- b. ^ Jogos da Copa Mercosul, Copa Libertadores da América, Copa Sul-Americana, Liga dos Campeões da UEFA, Liga Europa da UEFA, Supercopa da UEFA e Recopa Sul-Americana
- c. ^ Jogos do Campeonato Paulista, Campeonato Carioca, Torneio Rio-São Paulo, Copa dos Campeões, Copa Intercontinental e Supercopa da Espanha

### Seleção
| Ano   |       |      |         |       |
| Ano   | Jogos | Gols | Assist. | Média |
| ----- | ----- | ---- | ------- | ----- |
| 2003  | 3     | 1    | 0       | 0,33  |
| 2004  | 9     | 5    | 0       | 0,55  |
| 2007  | 2     | 2    | 0       | 1     |
| 2008  | 9     | 6    | 2       | 0,66  |
| 2009  | 13    | 11   | 1       | 0,84  |
| 2010  | 7     | 3    | 0       | 0,42  |
| 2012  | 1     | 0    | 0       | 0     |
| 2013  | 1     | 0    | 0       | 0     |
| Total | 45    | 28   | 3       | 0,62  |

## Títulos
São Paulo
- Torneio Rio-São Paulo: 2001
- Copa Sul-Americana: 2012[83]

Porto
- Copa Intercontinental: 2004

Sevilla
- Copa da UEFA: 2005–06 e 2006–07
- Supercopa da UEFA: 2006
- Copa do Rei: 2006–07 e 2009–10
- Supercopa da Espanha: 2007

Tianjin Quanjian
- China League One: 2016

Vasco da Gama
- Taça Rio: 2017

Seleção Brasileira
- Copa América: 2004
- Copa das Confederações FIFA: 2009
- Superclássico das Américas: 2012

### Prêmios individuais
- Bola de Prata da Placar: 2002 (artilheiro)
- Bola de Prata da Placar: 2003 (seleção ideal)
- Chuteira de Ouro da Revista Placar: 2003
- Seleção Ideal da Copa Libertadores da América: 2004
- Melhor Centroavante da Europa (European Sports Magazines): 2007[84]
- Seleção Ideal da Europa (European Sports Magazines): 2007
- Seleção Ideal da La Liga: 2007–08
- Melhor Centroavante da La Liga: 2007–08
- Seleção Ideal da fase de grupos da Liga dos Campeões da UEFA: 2007–08 e 2010–11
- Homem do jogo da Copa das Confederações FIFA de 2009: Brasil x Itália
- Chuteira de Ouro da Copa das Confederações FIFA: 2009
- Bola de Prata da Copa das Confederações FIFA: 2009
- Seleção Ideal da Copa das Confederações FIFA: 2009
- Prêmio Samba de Ouro de melhor jogador brasileiro do ano: 2009
- Seleção Ideal das Eliminatórias da Copa do Mundo FIFA de 2010
- Homem do Jogo da Copa do Mundo FIFA 2010: Brasil x Costa do Marfim
- Eleito mais vezes o craque da rodada do Campeonato Brasileiro pelo público (jornal Lance!): 2012
- Seleção do Campeonato Brasileiro (jornal Lance!): 2012
- Maior Goleador Brasileiro do século XXI pela IFFHS: 2012
- Craque da galera do Campeonato Paulista: 2014

### Artilharias
- Copa dos Campeões: 2001 (7 gols)
- Campeonato Brasileiro: 2002 (19 gols)
- Campeonato Paulista: 2003 (8 gols)
- Copa Libertadores da América: 2004 (8 gols)
- Copa do Rei: 2008–09 (7 gols) [85]
- Copa das Confederações FIFA: 2009 (5 gols) [86]
- Copa do Brasil: 2012 (8 gols)
- Campeonato Paulista: 2014 (9 gols)
- Torneio Super Séries: 2015 (1 gol)
- China League One: 2016 (22 gols)

### Recordes
- 2⁰ maior artilheiro da história do Morumbi
- Maior artilheiro do São Paulo no Campeonato Brasileiro (100 gols em 164 jogos)
- Maior artilheiro do São Paulo na Copa do Brasil (23 gols em 24 jogos)
- Maior artilheiro do São Paulo (ao lado de Rogério Ceni) na Copa Libertadores da América (14 gols em 20 jogos)
- Terceiro maior artilheiro da história do São Paulo (212 gols em 352 jogos)[87]
- Quinto maior artilheiro da história do Sevilla (109 gols em 224 jogos)
- Segundo maior artilheiro estrangeiro da história do Sevilla (109 gols em 224 jogos)